# Imad ad-Din Zengi
Imad ad-Din Zengi (fallecido en 1197), a veces llamado Zengi II para distinguirlo de su abuelo, fue un emir zanguí de Sinyar de 1171 a 1181, luego de Alepo de 1181 a 1183, y nuevamente de Sinyar de 1183 a 1197. Era el hijo mayor de Qutb al-Din Mawdud, emir de Mosul.

## Biografía
Su padre murió el 6 de septiembre de 1170, desheredándolo y designando como sucesor a su segundo hijo Sayf al-Din Ghazi II. Imad ad-Din se refugió en Alepo en la corte de Nur al-Din. Este último intervino rápidamente contra Mosul, se apodera de Sinyar y asedió Mosul, que se rindió el 22 de enero de 1171. Contrariamente a las esperanzas de Imad ad-Din, mantuvo el control de la ciudad por cuenta propia, nombró allí un visir, Gumushtekin, y dejó el título de emir de Mosul a Sayf al-Din. Imad ad-Din recibió Sinyar en compensación.
Sayf al-Din falleció el 29 de junio de 1180 y designó a su hermano Izz al-Din Mas'ud como sucesor. Ciertamente tenía un hijo, pero este solo contaba con doce años y la situación política exigía un hombre fuerte al frente del emirato. De hecho, Saladino, visir de Egipto, rechazó la tutela de Nur al-Din y luego aprovechó la muerte de este último para apoderarse de Damasco y, mientras buscaba unificar a los musulmanes de Egipto y Siria bajo su autoridad, representaba una amenaza para Mosul y Alepo. El 4 de diciembre de 1181, su primo As-Salih Ismail al-Malik, hijo de Nur al-Din, murió sin tener un hijo o hermano y designó a Izz al-Din Mas'ud para sucederle, en contra de la opinión de sus consejeros que propusieron a Imad ad-Din. Siguiendo las afirmaciones de su hermano Izz ad-Din, prefirió intercambiar Sinyar por Alepo con Imad ad-Din.
En noviembre de 1182, Saladino, que pretendía unificar la Siria musulmana bajo su autoridad, sitió Mosul, pero los príncipes musulmanes, preocupados por las ambiciones de Saladino, formaron una coalición que le obligó a levantar el sitio. Debió contentarse con la ciudad de Sinyar que había tomado antes de atacar Mosul. Luego se volvió en mayo de 1183 contra Alepo y sitió la ciudad. Se dice que la ciudad era inexpugnable, sus habitantes y defensores no dudaron en realizar incursiones contra el ejército de Saladino e Imad ad-Din pudo llamar a su hermano Izz ad-Din Mas'ud o a los francos para obligar a Saladino a levantar el sitio, pero prefirió negociar y concluyó el 12 de junio de 1183 el intercambio de Alepo por las ciudades de Sinyar, Nisibis, El-Khabur, Er-Rakka y Seruj. Imad ad-Din Zengi abandonó la ciudad bajo los abucheos de los habitantes de Alepo, que siempre se habían mostrado fieles a los zanguíes y que se avergonzaban de la dimisión de su emir.
En junio de 1190, respondió con uno de sus sobrinos de Mosul al llamamiento de Saladino a la yihad contra los cruzados que asediaban Acre. En 1193, aprovechando la muerte de Saladino, Imad ad-Din y su hermano Izz ad-Din Mas'ud intentaron sacudirse la tutela ayyubí, pero la muerte de Izz ad-Din Mas'ud poco después puso fin a este intento. Imad ad-Din murió en Sinyar en el mes de noviembre o diciembre de 1197.